# Ethel Grey Terry
Ethel Grey Terry (2 de outubro de 1882 - 6 de janeiro de 1931) foi uma atriz de cinema estadunidense da era do cinema mudo, que atuou em 51 filmes entre 1914 e 1928.

## Biografia

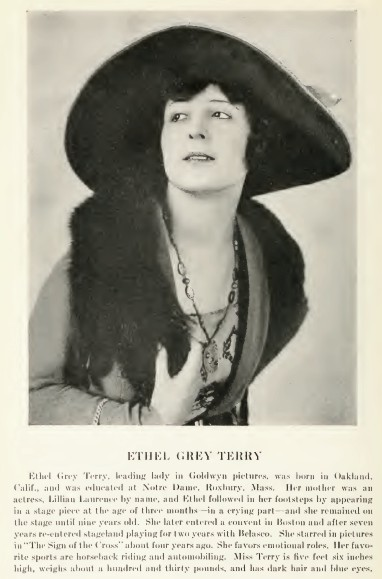
Ethel Grey Terry no Who's who on the screen, 1920.

Nasceu em Oakland, Califórnia, filha de uma famosa atriz de teatro, Lillian Lawrence. Graduada na Academia de Notre Dame em Roxbury, Massachusetts, Ethel começou sua carreira como bailarina clássica, trabalhando sob a direção de Belasco and the Shuberts. Ela começou sua carreira teatral aos dois anos de idade, indo mais tarde para Nova York para seguir sua carreira no palco. Na Broadway, apareceu em The Lily, com Julia Dean, The Only Son, Search Me com Montagu Love e Honor Be Damned!, com William Courtleigh.
Iniciou no cinema em 1914, com o filme The Sign of the Cross, pela Famous Players Film Company, creditada como Ethel Gray Terry. Além da Famous, atuou em várias companhias, e entremeava papéis importantes com secundários, tais como em Intolerance: Love's Struggle Throughout the Ages (1916), de D. W. Griffith, em que fez um pequeno papel não creditado, a favorita do harém. Pelo Vitagraph Studios atuou em filmes importantes, como Arsene Lupin (1917), ao lado de Earle Williams, e The Hawk (1917), atuando em um papel principal. Versátil, atuou no seriado The Carter Case (1919), ao lado de Herbert Rawlinson e Marguerite Marsh, em dramas como A Thousand to One (1920), e em westerns, tais como Wild Bill Hickok (1923), em que personificou Calamity Jane, ao lado de William S. Hart. Seu último filme foi Object: Alimony, em 1928, pela Columbia Pictures.

## Vida pessoal e morte
Foi casada com o ator Carl Gerard de 1910 até sua morte, em 1931. Morreu em Hollywood, Califórnia, em 1931, aos 48 anos, após um longo tempo doente, e está sepultada no Hollywood Forever Cemetery.

## Filmografia parcial
- The Sign of the Cross (1914)
- The Struggle (1916)

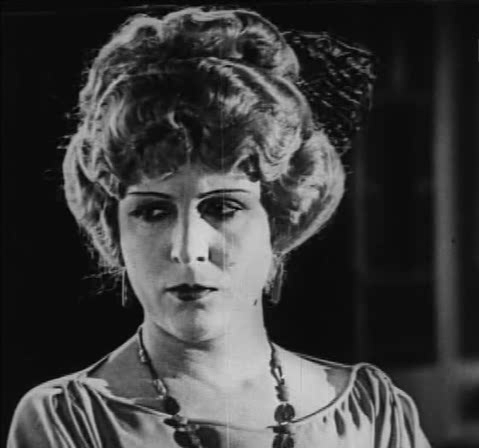
Ethel Grey Terry em Peg o' My Heart (1922)

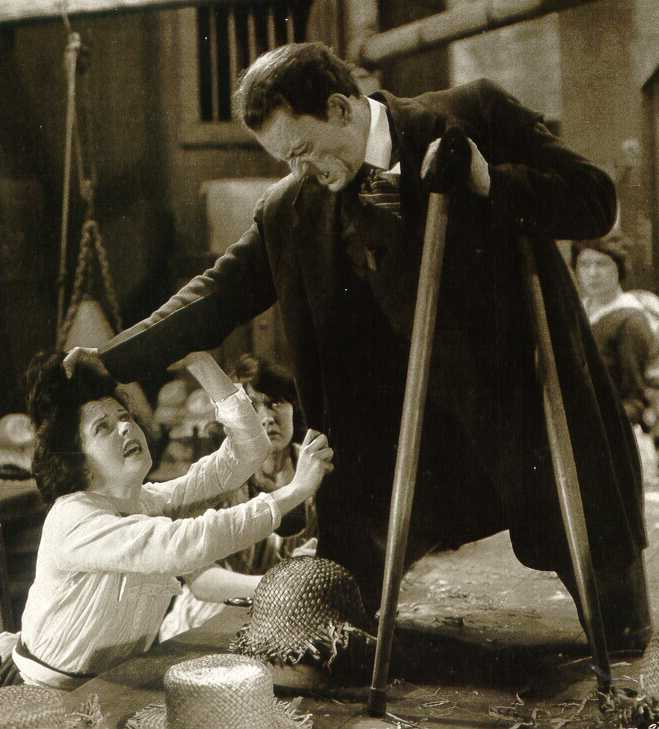
Ethel com Lon Chaney em The Penalty (1920)

- Intolerance: Love's Struggle Throughout the Ages (1916)
- Arsene Lupin (1917)
- The Carter Case (1919)
- A Thousand to One (1920)
- The Penalty (1920)[6][7]
- Habit (1921)
- The Kickback (1922)
- Under Two Flags (1922)
- Peg o' My Heart (1922)
- The Unknown Purple (1923)
- Wild Bill Hickok (1923)[8]
- The Fast Worker (1924)
- What Fools Men (1925)
- Hard Boiled (1926)
- The Cancelled Debt (1927)
- Modern Mothers (1928)
- Object: Alimony (1928)